# Zorica Nikolic Aigner

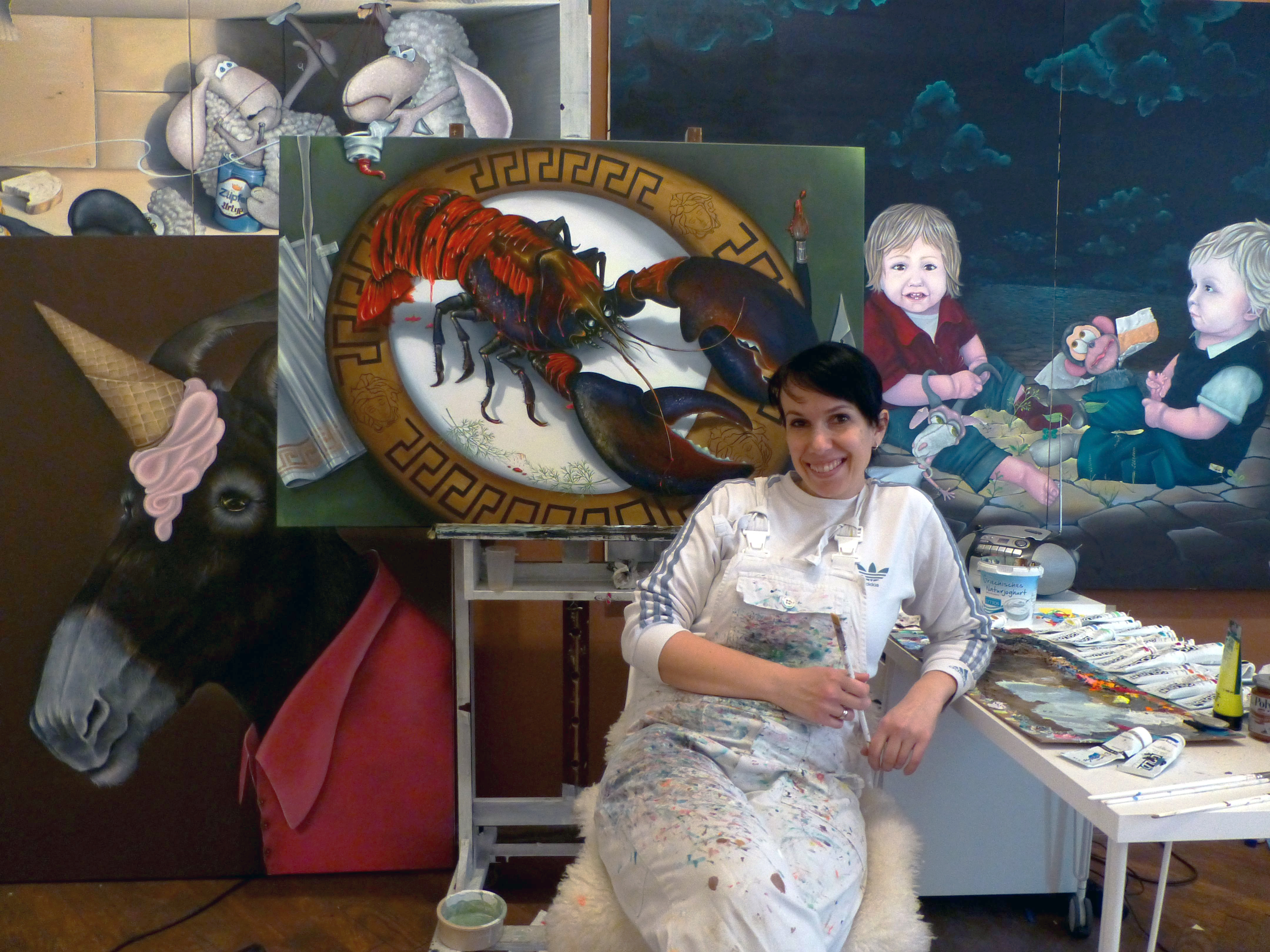
Zorica Nikolic Aigner im Atelier "Aigner" in Wien

Zorica Nikolić Aigner (* 1980 in Belgrad, Jugoaslawien) ist eine österreichisch-serbische Malerin.

## Leben und Wirken
Zorica wuchs als Tochter von Mirko (Ing. für Technische Chemie) und Dušanka Nikolić (Lehrerin für Serbisch und Literatur) und ihrem älteren Bruder Zoran Nikolić in Belgrad auf. 1999–2001 studierte sie Landschaftsarchitektur in Belgrad. 2001 begann sie ein Studium auf der Universität für angewandte Kunst Wien bei Wolfgang Herzig. 2006 erlangte sie das Diplom in der Meisterklasse für Malerei. 2007 heiratete sie Paul Florian Aigner, Bildhauer, mit dem sie zwei Kinder hat. Seit 2008 lebt und arbeitet das Ehepaar in Wien, wo sie das gemeinsame Atelier Aigner gründeten.

## Auszeichnungen
- 2015 Verleihung des Österreichisch-serbischer Frauen Award im Bereich Kunst[2][3]

## Ausstellungen (Auswahl)
- 1999 Private Art Studio Mali Monmartr, Belgrad, Serbien
- 2001 Serbian Embassy, Wien, Österreich
- 2003
  - "Quidditas", Neulengbach, Österreich
  - "The Essence 2003", 20er Haus, Wien
- 2004
  - Body and Art; "Quidditas" Open air display, Kunstpuppen, Wien
  - "Die Figur als Aufgabe" (Arbeiten der Meisterklasse Herzig), Stadtgalerie Wien
- 2005 Galerie "Kandinsky", Wien
- 2006
  - "The Essence 2006", MAK, Wien
  - "Realismus – Die gegenstaendliche Malerei in Oberoesterreich", Stadtmuseum Nordico, Linz, Österreich
  - "Donauschule und Umgebung", Salzamt, Linz

- 2007 „Hochteitsausstellung mit meinem Mann Paul Florian Aigner“ Galerie Hofkabinett, Linz
- 2008
  - Ausstellung Stadtgalerie Traun, OÖ.[4]
  - „Fantastisches in Bildern und Skulpturen“, 44er Haus, Leonding, Österreich
  - Ateliereröffnung „Zorica und Florian Aigner“, Steingasse 26, 1030 Wien

- 2009
  - „Vice Versa Art Linz-Vilnius“ Galerie Arka, Vilnius, Litauen
  - „Vice Versa Art Linz-Vilnius-eine Retrospektive“, Galerie Fröhlich, Linz
  - „Fantastisches Zusammenspiel“, Galerie Fröhlich, Linz[5]
  - „Höhepunkte 09“, Galerie Fröhlich, Linz

- 2010
  - Lange Nacht der Museen, Wiener Urania
  - Kunstmuseum Lentos, Ausstellung Lions Club, Linz
  - Galerie Fröhlich, Linz

- 2012
  - „Fantastisches Zusammenspiel“ Phantasten Museum, Palais Palfy, Wien[6] Zweimal Aigner im Phantastenmuseum Wien
  - „Fantastisches Zusammenspiel in Traun“ Stadtgalerie Traun, OÖ.[7][8]

- 2014 „Lions im Museum Angerlehner“, Museum Angerlehner, Wels, OÖ
- 2015 „Phantastische Venus“, Viechtach, Bayern
- 2016
  - WIKAM Wiener Internationale Kunst und Antiquitätenmesse, Wien
  - WIKAM, Niederösterreichische Kunst und Antiquitätenmesse Schloss Laxenburg
  - „The Art of Menschlichkeit“ Nicholas Treadwell Gallery[9], Wien
- 2017
  - „Women’s Work is never done“ Nicholas Treadwell Gallery, Wien
  - “Me, Me and Me” Nicholas Treadwell Gallery, Wien
  - “Von Erosion… bis zum Horizont der Sinne” Aktionsraum LINkZ, Privatstiftung Brandstetter[10]

## Öffentliche Sammlungen
- Kunstsammlung der Stadt Linz
- Museum Angerlehner Wels, OÖ
- Phantasten Museum Palais Pálffy (Josefsplatz) Wien
- Sammlung Brandstetter Privatstiftung, Linz[11]

## Publikationen (Auswahl)
- Lexikon der Exlibriskünstler von Manfred Neureiter 2016[12] ISBN 978-3-86460-394-5
- Lexikon der phantastischen Künstler von Gerhard Habarta 2013[13] ISBN 3-8482-6307-6, ISBN 978-3-8482-6307-3